# Oke thapas
Oke thapas war ein Längenmaß in Birma.
- 1 Oke thapas = 20 Tas = 140 Taongs (Elle) = 67,918 Meter[1]
- 20 Oke thapas = 1 Kosa